# BBC標誌
英國廣播公司（BBC）自1950年代開始使用過多個標誌。在1958年導入標誌之前，BBC在其正式文件上使用BBC紋章。自1958年開始，BBC已經使用過六個不同版本的標誌。第一個標誌在1958年至1963年使用；第二個在1963年至1971年；第三個自1971年至1992年；第四個自1988年至1998年；第五個自1997年至2021年。第六個標誌啟用於2021年10月。

第一代標誌（1927年至1946年）
第二代標誌（1958年至1963年），為斜體字直方塊
第三代標誌（1963年至1971年），首次採用傾斜方塊設計
第四代標誌（1971年至1992年），方塊改為圓角
第五代標誌（1988年至1997年），最後一代採用傾斜方塊設計，加上三原色的底線
第六代標誌（1997年10月4日至2021年10月19日），回復為直方塊，改用細字體

## 另見
- BBC紋章

## 外部連結
维基共享资源上的相關多媒體資源：BBC標誌
- BBC corporate logo at TV ARK.
- 在BBC Online了解Branding guidelines and logos .